# Комбиниран цикъл
Комбинираните топлоелектрически централи са енергийни съоръжения, състоящи се от газова турбина и парна турбина. Основните части на системата с комбиниран цикъл са газовата и парната турбина. Главната цел на такава система е оползотворяването на топлината, генерирана на изхода от газовата турбина. Тъй като отработените газове, изхвърляни от газовата турбина, имат високи температури около 600 °С, могат да се използват като средство за загряване на вода и за производство на пара за парната турбина. Това увеличава ефективността (КПД) на самия процес, тъй като топлината, която иначе би се загубила, се използва за по-нататъшно производство на пара. Ефективността на такава система достига до 60%. Газовата турбина за производство на електроенергия се появява в края на 1930-те години, но развитието спира през периода на Втората световна война. Първата газова турбинна инсталация е инсталирана в американската енергийна система през 1949 г. и е част от комбинирания процес.

## Принцип на работа
Процесът започва с компресор, който компресира въздуха и го изпраща в горивна камера, където едновременно се въвежда гориво. Силно запалими газове от горивната камера до газовата турбина се изгарят, разширявайки се, за да осигурят полезна мощност на вала, свързан с роторната газова турбина. Стартира се генератора за електрически ток. Той произвежда електрическа енергия, която чрез трансформатор се отдава към мрежата. След разширение на изгорелите газове от газовата турбина към парогенератор за отработена топлина ресурсите са изчерпани. Една от много добрите характеристики на газовата турбина е, че тя има много високо съотношение въздух/гориво, тъй като се добавя няколко пъти повече въздух поради охлаждането на газовите турбини.
На изхода от газовата турбина все още има много неизползван въздух, който се използва за допълнително гориво в утилизатора. При потребителя водата за отопление се загрява до изпаряване и температура до зададените параметри. Прегрятата пара преминава от парогенератора към парната турбина, където се разширява и чрез механична връзка се подава към генератора на електрически ток. Парата с много ниска температура това отива в охладителната кула, където се кондензира. След кондензация водата се връща от помпата за повторно нагряване.
Процесът би бил много по-полезен, ако температурата на работния материал в подаването на топлина е равна на температурата на резервоара за гориво и температурата на работното вещество при изпускането стане равна на температурата на резервоара на охлаждащата течност. Тогава става дума за идеалния цикъл на Карно.

## Опазване на околната среда
Екологичното въздействие на тези топлоцентрали е ограничено, тъй като горивото е природен газ. Няма емисии на серни оксиди, а емисиите на азотен диоксид са по-ниски. Горивната система е много по-напреднала и понякога се използва за инжектиране на пара в горивната камера и понижаване на температурата на горене. Също така, производството на CO2 е по-ниско поради по-ниския въглероден отпечатък в природния газ.